# Ekkehard Tschirner
Ekkehard Tschirner (* 1. Oktober 1943; † 30. Dezember 2012) war ein deutscher Luftverkehrskaufmann.

## Leben
Tschirner begann 1966 bei der Lufthansa eine Ausbildung Luftverkehrskaufmann. Für das Unternehmen war er an den Standorten Frankfurt am Main und Hamburg in leitender Stellung im Vertrieb tätig. Anschließend war er am Standort Berlin tätig, zunächst als Chef des Lufthansa-Vertriebs für Nord- und Ostdeutschland, dann von 1995 bis 2003 als Bevollmächtigter des Vorstands für Wirtschaft und Politik. Unter seiner Führung verstärkte die Lufthansa ihr Engagement in Berlin beträchtlich und wuchs mit zahlreichen Konzerngesellschaften zu einem der größten privaten Arbeitgeber in der Region Berlin-Brandenburg. Seit 2004 war er politischer Berater des Verbands Deutsches Reisemanagement (VDR).  
Er war Mitglied im Aufsichtsrat der Hertha BSC GmbH & Co. KGaA. 

## Ehrungen
- 2003: Bundesverdienstkreuz für sein Engagement zur Entwicklung des Luftverkehrstandortes Berlin